# بهروز
اسم بهروز در زبان فارسی به معنای "خوشبخت"، "سعادتمند" و "کسی که روزهای خوب و موفقیت‌آمیزی دارد" است. این نام از ترکیب دو واژه "به" به معنای "خوب" و "روز" به معنای "روزگار" تشکیل شده است. در فرهنگ ایرانی، بهروز نامی مثبت و خوش‌آهنگ است که به فردی با زندگی موفق و پر از سعادت اشاره دارد.

### بهروز در انگلیسی
بهروز در زبان انگلیسی به دو صورت نوشته می‌شود.
1. behrooz
2. behrouz

## افراد ایرانی با نام کوچک بهروز
- بهروز افخمی، کارگردان
- بهروز برومند، پزشک، عضو پیوستهٔ فرهنگستان علوم پزشکی ایران
- بهروز بقایی، بازیگر و کارگردان
- بهروز بوچانی، روزنامه‌نگار و نویسندهٔ کُرد
- بهروز ثروتیان، پژوهشگر و مصحح و استاد دانشگاه در رشتهٔ زبان و ادبیات فارسی
- بهروز دهقانی، نویسنده
- بهروز رضوی، گوینده و مجری
- بهروز سلطانی، بازیکن سابق فوتبال
- بهروز صفاریان، آهنگساز و تنظیم‌کننده
- بهروز صوراسرافیل، روزنامه‌نگار
- بهروز کریمی، شعبده‌باز
- بهروز کمالوندی، دیپلمات
- بهروز وثوقی، بازیگر
- بهروز رهبری‌فر، فوتبالیست سابق پرسپولس
- بهروز زرقانی، مدیرعامل شرکت وبلایز
- بهروز فروتن، بنیان گذار شرکت غذایی بهروز
- بهروز بشارت نیا ، پزشک مشهدی

## افراد با نام خانوادگی بهروز
- ذبیح بهروز نویسنده ایرانی